# سنواز ساغا: هيل بليد 2
سنواز ساغا: هيل بليد 2 (بالإنجليزية: Senua's Saga: Hellblade II) هي لعبة أكشن-مغامرات من تطوير شركة نينجا ثيوري ونشر شركة إكس بوكس غيم ستوديوز، صدرت اللعبة في الأسواق سنة 2024، وهي الجزء الثاني لسلسلة لعبة هيل بليد: سنواز سكريفايس، والتي صدرت في الأسواق سنة 2017. حيث تعمل على أجهزة مايكروسوفت ويندوز وإكس بوكس سيريس إكس وسيريس أس وبلاي ستيشن 5، تحتوي اللعبة على 27 لغة، ومن بينها العربية. · 

## روابط خارجية
سنواز ساغا: هيل بليد 2 على موقع IMDb (الإنجليزية)